# Leopoldo Lugones

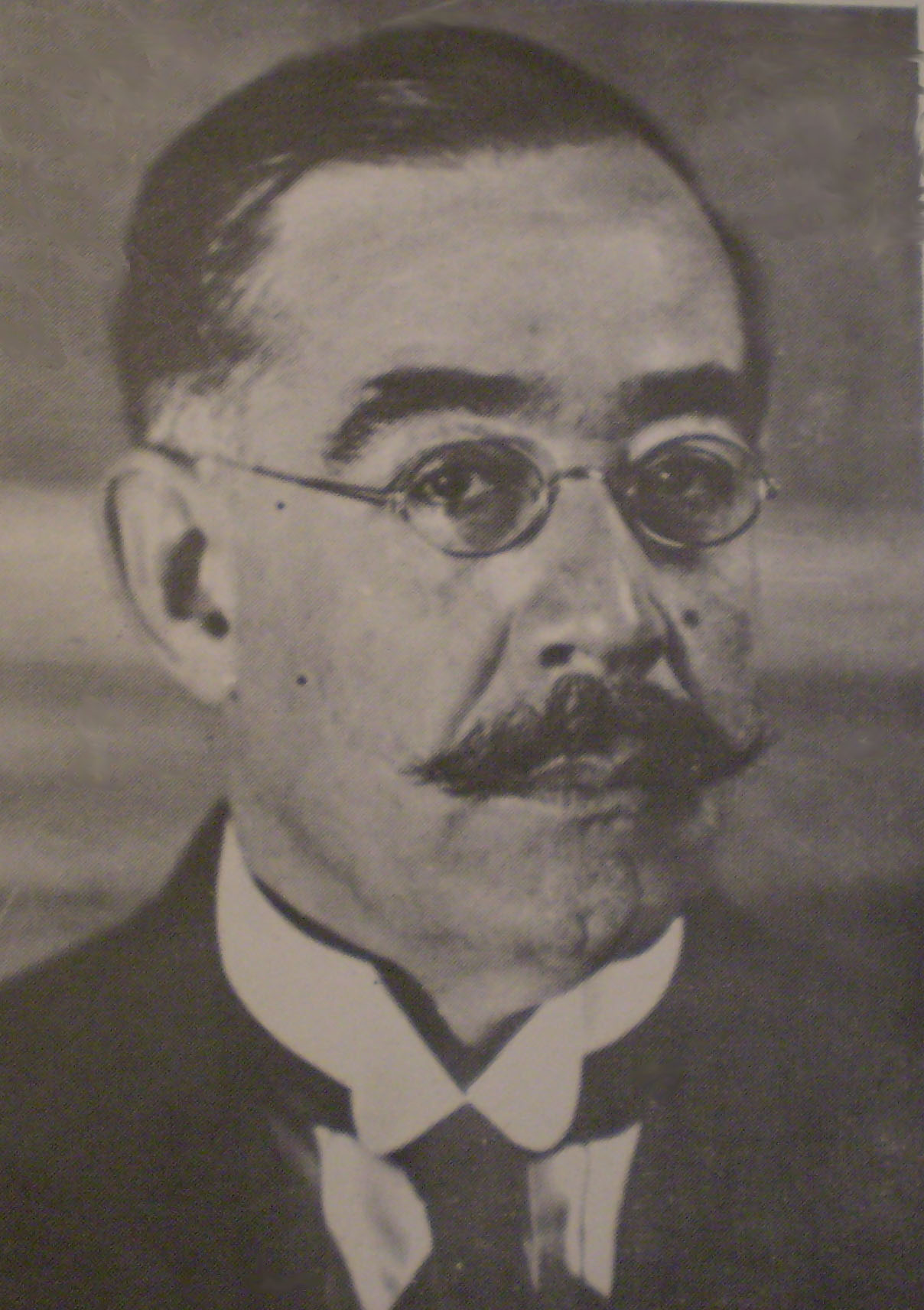
Leopoldo Lugones

Leopoldo Lugones Argüello (n. 13 iunie 1874, Villa de María⁠(d), Provincia Córdoba, Argentina – d. 18 februarie 1938, Tigre⁠(d), Buenos Aires, Argentina) a fost un poet, jurnalist și politician argentinian.

## Biografie
Se naște la 13 iunie 1874 la Río Seco, Córdoba. Devine membru fondator al Centrului socialist din Córdoba. Lucrează ca funcționar la Poșta columbiană, apoi devine inspector școlar. În 1924 devine reprezentant al Columbiei în Comitetul de cooperare intelectuală de la Societatea Națiunilor. Ajunge director al Bibliotecii Consiliului Național al Educației între 1924-38. În 1929 pune bazele partidului fascist Lega Repubblicana. Devine prieten cu poetul nicaraguan Rubén Darío. Scrie proză (povestiri, un roman, eseuri și studii istorice) și poezie. În 1926 primește Premio Nacional de Literatura (Premiul Național pentru Literatură). Se sinucide cu cianură în suburbia Tigre a orașului Buenos Aires pe 18 februarie 1938.

## Opera

### Poezie
- Los mundos (1893)
- Las montañas del oro ("Munții de aur", 1897)
- Los crepúsculos del jardín (Amurgurile grădinii, 1905)
- Lunario sentimental (Calendar sentimental, 1909)
- Odas seculares (Ode seculare, 1910)
- El libro fiel (Cartea credincioasă, 1912)
- El payador (Cântărețul, 1916)
- El libro de los paisajes (Cartea peisajelor, 1917)
- Las horas doradas (1922)
- Romancero (1924)
- El ángelo de la sombra (Îngerul întunericului, 1926)
- Poemas solariegos (Poeme strămoșești, 1927)
- La copa de jade (1935)
- Romances del Río Seco (Romanțe din Río Seco, 1938)
- Obras poéticas completas (Opere poetice complete, 1952)

### Narațiuni
- La guerra gaucha (Războiul gauchesc, 1905)
- Las fuerzas extrañas, (1906)
- Cuentos fatales (Povestiri nefericite, 1926)
- El Hombre Muerto (1907) publicat de revista Caras y Caretas.
- El Ángel de la Sombra (singurul său roman, 1926) - pe baza acestui roman este realizat filmul argentinian La Guerra Gaucha din 1942

### Alte scrieri
- La reforma educacional: un ministro y doce académicos (1903)
- Las limaduras de Hephaestos, care include:
  - Piedras Liminares (1910)
  - Prometeo, un proscripto del sol (1910)
- Didáctica (Lugones)|Didáctica (1910)
- Historia de Sarmiento (1911)
- Elogio de Ameghino (1915)
- El problema feminista (1916)
- Mi beligerancia (1917)
- Las industrias de Atenas (1919)
- La torre de Casandra (1919)
- Rubén Darío (1919)
- El tamaño del espacio (1921)
- Estudios helénicos, care include:
  - Estudios helénicos (1923)
  - La dama de la Odisea (1924)
  - Héctor el domador (1924)
  - Nuevos estudios helénicos (1928)
- Acción, las cuatro conferencias patrióticas del Coliseo
- La organización de la paz (1925)
- Elogio de Leonardo (1925)
- La grande Argentina (1930)
- La patria fuerte (1930)
- Política revolucionaria (1931)
- El estado equitativo: ensayo sobre la realidad argentina (1932)
- Roca (1938)